# Heraldo de Cuenca
El Heraldo de Cuenca fue un periódico editado en la ciudad española de Cuenca entre 1935 y 1938.

## Historia
Su primer número salió a la calle el 4 de febrero de 1935, apareciendo con una frecuencia semanal. Nació como una publicación de carácter independiente, aunque muy cercana al partido Izquierda Republicana. Continuaría editándose tras el estallido de la Guerra civil, siendo el único periódico que continuó circulando en la provincia.
Aparecería por última vez el 16 de mayo de 1938.